# Банковский вклад
Банковский вклад (или банковский депозит от лат. depositum — вещь на хранении) — сумма денег, переданная лицом кредитному учреждению с целью получить доход в виде процентов, образующихся в ходе финансовых операций со вкладом.

## Начисление
Начисление процентов происходит на условиях, описанных в договоре по вкладу или в общих условиях по размещению денежных средств во вклады конкретного банка. Как правило, это ежемесячное, ежеквартальное начисления или начисление процентов в конце срока вклада. Обычно в договорах по вкладам указываются годовые проценты, а не проценты на срок хранения. Если в договоре по вкладу указан доход 10 % годовых, то это значит, что доход 10 % от суммы  начислялся бы только в случае размещения денежных средств на срок один год. На самом деле проценты начисляются пропорционально сроку вклада. При этом срок 1 месяц равен 30 дням, а 1 год равен 365 дням.

## Расчёт дохода
В зависимости от метода начисления процентов — регулярная выплата/выплата в конце срока вклада, либо периодическое начисление процентов к сумме вклада (капитализация), —
рассчитать сумму дохода по вкладу можно с помощью следующих формул:

### Вклад без капитализации процентов
{\displaystyle x={P_{0}r_{\%}t \over 12};}
{\displaystyle P_{x}=P_{0}+{P_{0}r_{\%}t \over 12},}
где {\displaystyle x} — величина дохода, {\displaystyle P_{0}} — сумма вклада (тело депозита), {\displaystyle P_{x}} — сумма, возвращаемая вкладчику по окончании срока (в случае, если проценты выплачиваются в конце срока), {\displaystyle r_{\%}} — нормированная величина годовой процентной ставки, {\displaystyle t} — срок вклада в месяцах.
Нормирование процентной ставки для использования в приведённых формулах осуществляется путём деления количества процентов на 100:
{\displaystyle r=6{,}7\%,}
{\displaystyle r_{\%}={6{,}7 \over 100}=0{,}067.}
Пример: 9800 рублей под 5,5 % годовых на срок 6 месяцев.
{\displaystyle x={9800\cdot 0{,}055\cdot 6 \over 12}=269{,}50;}
{\displaystyle P_{x}=9800+{9800\cdot 0{,}055\cdot 6 \over 12}=10069{,}50.}

### Вклад с капитализацией процентов
{\displaystyle x=P_{0}\left(\left(1+{r_{\%} \over n}\right)^{nt}-1\right);}
{\displaystyle P_{x}=P_{0}\left(1+{r_{\%} \over n}\right)^{nt},}
где {\displaystyle x} — величина дохода, {\displaystyle P_{0}} — сумма вклада, {\displaystyle P_{x}} — сумма, возвращаемая вкладчику по окончании срока, {\displaystyle r_{\%}} — нормированная величина годовой процентной ставки, {\displaystyle n} — количество периодов начисления процентов за полный год, {\displaystyle t} — срок вклада в годах.
Пример: 10000 рублей под 6 % годовых на срок 4 года с ежемесячной капитализацией процентов. Поскольку по условию процент начисляется ежемесячно, количество периодов начисления {\displaystyle n} принимается равным 12.
{\displaystyle x=10000\left(\left(1+{0{,}06 \over 12}\right)^{12\cdot 4}-1\right)} {\displaystyle =10000(1{,}005^{48}-1)=2704{,}89;}
{\displaystyle P_{x}=10000\left(1+{0{,}06 \over 12}\right)^{12\cdot 4}} {\displaystyle =10000\cdot 1{,}005^{48}=12704{,}89.}
Важно учитывать, что приведённые формулы являются скорее частными случаями, а также не учитывают возможные налоговые и другие сборы.
Кроме того, они не учитывают влияние инфляции на стоимость наращенного вклада к концу срока, поэтому позволяют определить только номинальную стоимость вклада.

### Общая формула для определения эффективной стоимости дохода и наращенного вклада с учётом налоговых отчислений и годовой инфляции
{\displaystyle x=P_{0}\left(\left(1+{pr_{\%}(1-y_{\%}) \over 12}\right)^{t \over p}(1-i_{\%})^{t \over 12}-1\right);}
{\displaystyle P_{x}=P_{0}\left(1+{pr_{\%}(1-y_{\%}) \over 12}\right)^{t \over p}(1-i_{\%})^{t \over 12},}
где {\displaystyle x} — величина дохода, {\displaystyle P_{0}} — сумма вклада, {\displaystyle P_{x}} — эффективная стоимость вклада на конец срока, выраженная текущей стоимостью денег, при заданном уровне инфляции, {\displaystyle r_{\%}} — нормированная величина годовой процентной ставки, {\displaystyle y_{\%}} — нормированная величина процентной ставки налоговых отчислений, {\displaystyle i_{\%}} — нормированная величина процента годовой инфляции, p— периодичность начисления процентов в месяцах, {\displaystyle t} — срок вклада в месяцах.
Для определения номинальной стоимости величина инфляции {\displaystyle i} принимается равной нулю.
Пример: 15600 рублей под 7,5 % годовых на срок полтора года с ежеквартальной (раз в 3 месяца) капитализацией процентов. Налог на прибыль 13 %. Необходимо определить величину вклада на конец срока (номинальную стоимость) и его стоимость, выраженную стоимостью денег на данный момент (эффективную стоимость) при годовой инфляции 3,2 %.
Номинальная стоимость:
{\displaystyle P_{x}=15600\left(1+{3\cdot 0{,}075\cdot (1-0{,}13) \over 12}\right)^{18 \over 3}(1-0)^{18 \over 12}} {\displaystyle =15600\cdot 1{,}0163125^{6}\cdot 1^{1{,}5}=17190{,}49;}
Эффективная стоимость:
{\displaystyle P_{x}=15600\left(1+{3\cdot 0{,}075\cdot (1-0{,}13) \over 12}\right)^{18 \over 3}(1-0{,}032)^{18 \over 12}} {\displaystyle =15600\cdot 1{,}0163125^{6}\cdot 0{,}968^{1{,}5}=16371{,}98;}

### Определение пороговой годовой ставки
С рассмотрением влияния величины годовой инфляции на эффективную стоимость вклада может возникнуть закономерный вопрос: каково пороговое значение годовой процентной ставки, при котором эффективная стоимость вклада останется неизменной, и, ниже или выше которого вклад будет обесцениваться или расти соответственно? Иными словами, какая процентная ставка будет уравновешивать инфляцию.
Для нахождения этого значения необходимо рассмотреть ситуацию, когда эффективная стоимость дохода {\displaystyle x} будет равна нулю, то есть вклад к концу срока не изменил своей стоимости. Подставляя вместо {\displaystyle x} {\displaystyle 0}, из полученного уравнения можно выразить {\displaystyle r}:
{\displaystyle r_{0}=100{12\left({\sqrt[{t \over n}]{1 \over (1-i_{\%})^{t \over 12}}}\right)-12 \over n(1-y_{\%})},}
{\displaystyle r_{0}} — нормированная пороговая величина годовой процентной ставки, {\displaystyle y_{\%}} — нормированная величина процентной ставки налоговых отчислений, {\displaystyle i_{\%}} — нормированная величина процента годовой инфляции, {\displaystyle n} — периодичность начисления процентов в месяцах, {\displaystyle t} — срок вклада в месяцах.
Пример: какой должна быть годовая ставка, чтобы эффективная стоимость открытого на 13 лет вклада с посеместровой (раз в полгода) капитализацией процентов при налоге 15 % и годовой инфляции 5,1 % не снизилась по сравнению со стоимостью первоначального вклада?
{\displaystyle r_{0}=100{12\left({\sqrt[{156 \over 6}]{1 \over (1-0{,}051)^{156 \over 12}}}\right)-12 \over 6(1-0{,}15)}=100{12\cdot 1{,}0265188-12 \over 6\cdot 0{,}85}} {\displaystyle =6{,}24\%.}
Исходя из полученного результата можно сделать выводы:
- выбор годовой процентной ставки выше 6,24 % обеспечит вкладу рост эффективной стоимости к концу срока;
- выбор годовой ставки равной 6,24 % в лучшем случае компенсирует инфляцию, обезопасив вклад от обесценивания;
- выбор годовой ставки ниже 6,24 % неизбежно приведёт к обесцениванию вклада в той или иной степени.

### Определение величины первоначального вклада
Зная параметры вклада и сумму (эффективную стоимость) по окончании срока, можно определить величину первоначального вклада (то есть сумму, в которую сегодня оценивается будущий вклад к концу его срока), выразив его из общей формулы расчёта доходности:
{\displaystyle P_{0}={P_{x} \over \left(1+{nr_{\%}(1-y_{\%}) \over 12}\right)^{t \over n}(1-i_{\%})^{t \over 12}},}
где {\displaystyle P_{0}} — сумма вклада, {\displaystyle P_{x}} — эффективная стоимость вклада на конец срока, выраженная текущей стоимостью денег, при заданном уровне инфляции, {\displaystyle r_{\%}} — нормированная величина годовой процентной ставки, {\displaystyle y_{\%}} — нормированная величина процентной ставки налоговых отчислений, {\displaystyle i_{\%}} — нормированная величина процента годовой инфляции, {\displaystyle n} — периодичность начисления процентов в месяцах, {\displaystyle t} — срок вклада в месяцах.
Пример: какую сумму необходимо положить сегодня на 3 года под 11,5 % годовых с ежемесячной капитализацией, чтобы при годовой инфляции 4,53 % к концу срока вклад имел эффективную стоимость, выраженную сегодняшними деньгами, равную 241 990,64 рублей? Налог на прибыль 21 %.
{\displaystyle P_{0}={241990{,}64 \over \left(1+{1\cdot 0{,}115(1-0{,}21) \over 12}\right)^{36 \over 1}(1-0{,}0453)^{36 \over 12}}} {\displaystyle ={241990{,}64 \over 1{,}00757^{36}\cdot 0{,}9547^{3}}=211971{,}10.}
На сегодняшний день вклад с такими параметрами должен стоить 211 971,10 рублей, иными словами, именно эту сумму необходимо положить на депозитный счёт, чтобы при таких параметрах к концу срока стоимость вклада составила 241 990,64 сегодняшних рублей.

## Договор депозита

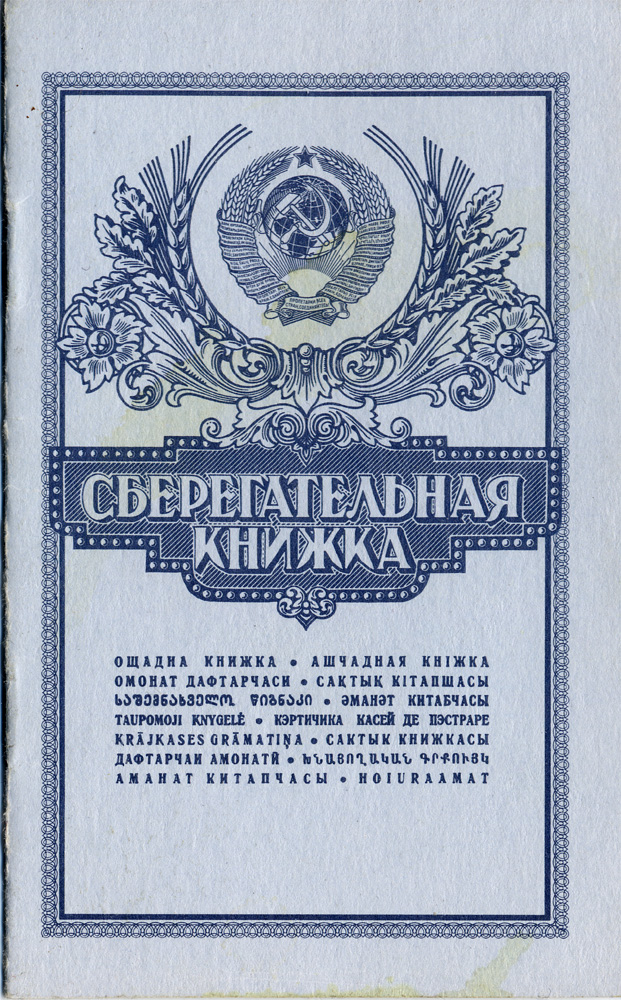
В СССР вклады хранились «на книжке»

В договоре банковского вклада банк, принявший поступившую от вкладчика денежную сумму, обязуется возвратить сумму вклада и выплатить проценты на неё на условиях и в порядке, предусмотренных договором.
Условие договора об отказе гражданина от права на получение вклада по первому требованию ничтожно.
Проценты на сумму банковского вклада начисляются со дня, следующего за днем её поступления в банк, до дня её возврата вкладчику включительно или до дня досрочного закрытия вклада вкладчиком. Как правило, вкладчик имеет возможность распоряжаться начисленными процентами: либо изымать их по истечении периодов выплаты процентов, указанного в договоре, либо присоединять их к общей сумме вклада (капитализация процентов), увеличивая сумму вклада, на которую начисляются проценты.
В периоды нормального развития экономики банковский вклад является одной из наименее выгодных и наименее рискованных форм вложения денег и может служить в качестве минимального ориентира в расчётах.

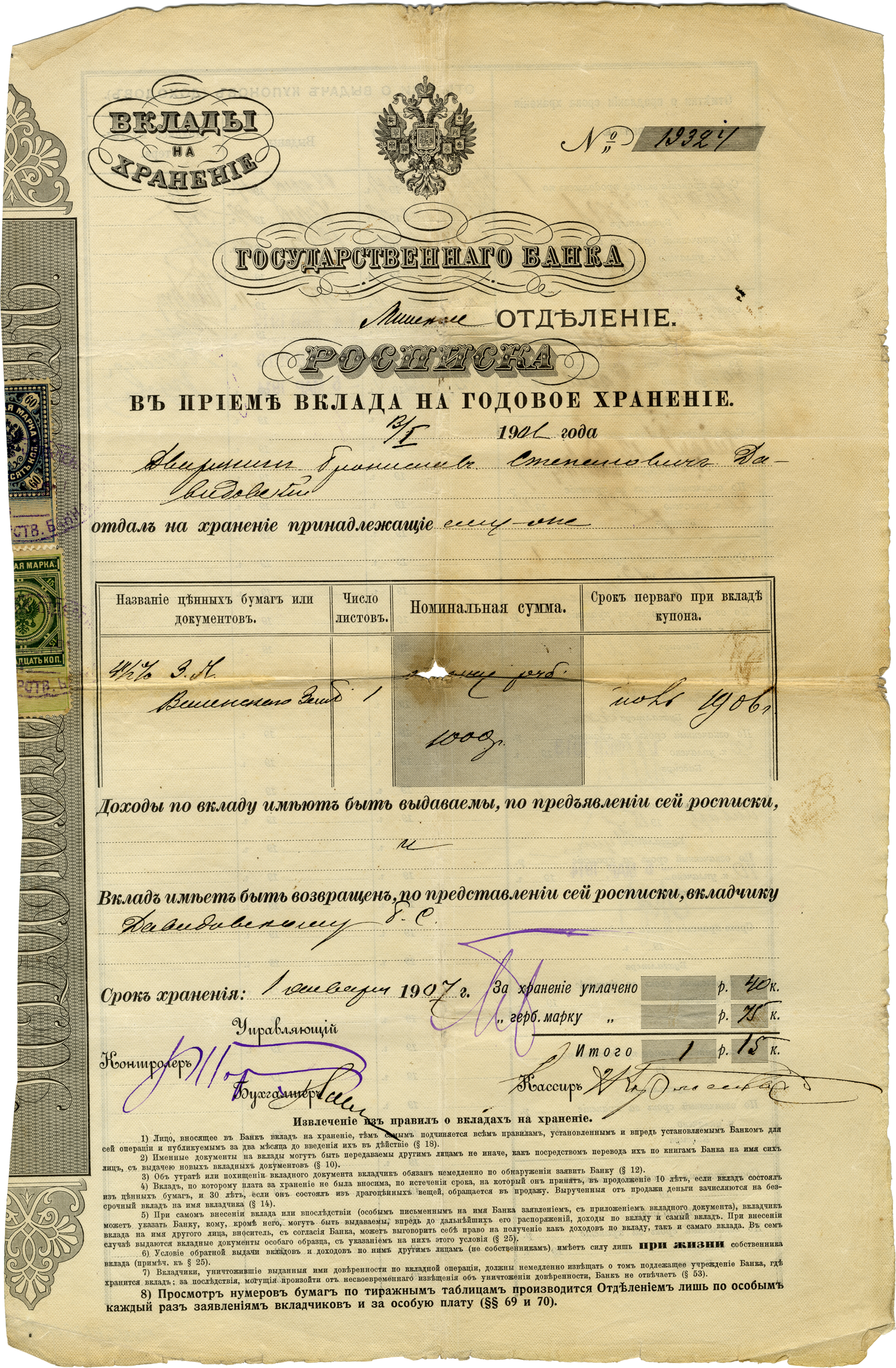
Расписка на приём вклада на годовое хранение в Минском отделении Государственного банка Российской империи

## Виды
- Вклад до востребования — депозит без указания срока хранения, который возвращается по первому требованию вкладчика. Обычно по вкладам до востребования начисляются проценты по ставкам ниже соответствующих для срочных депозитов. Депозитом до востребования могут по соглашению с банком или по законам отдельных государств являться средства на чековом счёте в банке.
- Вечный вклад — вклад, при котором банк обязуется в течение неограниченного времени выплачивать вкладчику обусловленный договором процент. От вклада на хранение отличается тем, что деньги по нему передаются банку в собственность, а от обычного денежного вклада тем, что вкладчик получает право требовать не возвращения вклада, а лишь уплаты постоянного дохода в виде обусловленных процентов[5].
- Срочный вклад — депозит под проценты, внесённый на определённый срок и изымаемый полностью по истечении обусловленного срока. Срочные депозиты менее ликвидны, чем сберегательные вклады до востребования, но приносят более высокий процент дохода.

По договору вклада любого вида, заключенному с гражданином, банк в любом случае обязан выдать по первому требованию вкладчика сумму вклада или ее часть и соответствующие проценты (за исключением вкладов, внесение которых удостоверено сберегательным сертификатом, условия которого не предусматривают право вкладчика на получение вклада по требованию).
Срочный вклад по назначению разделяют на:
- Сберегательный вклад — самый простой подвид срочного вклада, по условиям которого запрещены операции пополнения вклада и снятия любых сумм.
- Накопительный вклад — с возможностью пополнения депозита в течение всего срока действия договора.
- Расчётный вклад (универсальный вклад) — с возможностью контроля депозита и проведения расходно-приходных операций.

## Страхование вклада
Страхование вкладов подразумевает, что при банкротстве банка физическое лицо полностью или частично получает вложенные в этот банк средства в максимально короткий срок. Выплаты производятся особыми фондами, создаваемыми за счёт банков и (или) государства.
Первая система страхования вкладов была создана в США в 1933 году, старейший институт по управлению системой страхования вкладов — Федеральная корпорация по страхованию банковских вкладов (FDIC).
По данным Международной ассоциации страховщиков депозитов (IADI), системы страхования вкладов действуют более чем в 100 странах. В Европе каждая страна, являющаяся членом ЕС, контролирует создание и работу на своей территории одной или нескольких систем гарантирования вкладов (Директива Европейского парламента и Совета «О системах гарантирования депозитов», 1995). Ни одно кредитно-финансовое учреждение, имеющее разрешение на банковскую деятельность, не может принимать вклады, не являясь членом одной из таких систем.
В России Федеральный закон «О страховании вкладов физических лиц в банках Российской Федерации» вступил в силу 27 декабря 2003 года. Если банк является участником системы страхования вкладов, то в случае отзыва лицензии на осуществление банковской деятельности банка, государство гарантирует физическим лицам возврат до 1400000 рублей(при этом происходит выплата не только суммы вклада, но и начисленных процентов, но не более 1400000 рублей всего. По вкладам в иностранной валюте выплата происходит в рублях по курсу ЦБ РФ на дату отзыва лицензии).

## Нюансы российской банковской практики
Если устав предприятия запрещает размещать денежные средства в депозиты, то возможно оформить вексель. Он является завуалированной формой депозита. Либо подписать договор о неснижаемом остатке на расчётном счёте с начислением процентов.
Коммерческие банки обязаны перечислять в центральный банк часть денег, положенных на депозит. Это норма обязательных резервов (резервная ставка).

### Налогообложение вклада
До 2020 года включительно в отношении доходов в виде процентов, получаемых по вкладам в банках, налоговая база определяется как превышение суммы процентов, начисленной в соответствии с условиями договора, над суммой процентов, рассчитанной по рублёвым вкладам исходя из ставки рефинансирования Центрального банка Российской Федерации, увеличенной на пять процентных пунктов( с 15.12.2014 по 31.12.2015 на десять), действующей в течение периода, за который начислены указанные проценты, а по вкладам в иностранной валюте исходя из 9 процентов годовых, если иное не предусмотрено настоящей главой.  Это правило не действует, если вклад рублёвый, в момент открытия вклада ставка рефинансирования, увеличенная на пять процентных пунктов, превышала ставку вклада, ставка по вкладу не изменялась и с последнего превышения ставки вклада над ставкой рефинансирования, увеличенной на пять процентных пунктов, прошло не более 3 лет. При выполнении всех этих условий налог с доходов по вкладу не взимается.
В 2021-2022  годах вклады в рублях временно не облагались ндфл: прежний порядок расчёта налоговой базы уже не действовал, а вступление в силу нового было перенесено. С 2023 года при расчёте  налоговой базы из суммы доходов по всем вкладам вычитают миллион на ставку ЦБ. Первые уведомления стали рассылать с сентября 2024

## Объём привлечённых вкладов
| Годы                                                                         | 2006 г. | 2007 г. | 2008 г. | 2009 г. | 2010 г. | 2011 г.  | 2012 г.  | 2013 г.  | 2014 г.  | 2015 г.  | 2016 г.  | 2017 г. | 2018 г.  |
| ---------------------------------------------------------------------------- | ------- | ------- | ------- | ------- | ------- | -------- | -------- | -------- | -------- | -------- | -------- | ------- | -------- |
| Вклады (депозиты) физических лиц в рублях и иностранной валюте, (млрд. руб.) | 3 809,7 | 5 159,2 | 5 907,0 | 7 485,0 | 9 818,0 | 11 871,4 | 13 057,6 | 16 260,8 | 18 087,1 | 21 491,2 | 23 674,2 | 24 997  | 27 156,1 |

Банковский депозит — самый понятный, наиболее востребованный инвестиционный инструмент для российских граждан. В 2011 году по данным ЦСИ «Росгосстраха» интерес к открытию рублёвого вклада (в дополнение к имеющимся инвестиционным инструментам) проявили 12 % семей, 2 % — к открытию вклада в иностранной валюте.